# 艾朗·曉士
艾朗·威廉·曉士，MBE（英語：Aaron William Hughes，1979年11月8日—）是一名北愛爾蘭足球運動員，擔任後衛，出身紐卡素青訓系統。

## 生平
艾朗·曉士早年效力紐卡素，在領隊波比·笠臣下頗受重用。2005年5月20日，艾朗·曉士以100萬英鎊轉會費加盟阿士東維拉，在所有賽事中為維拉上陣64場。
2007年6月27日，艾朗·曉士轉會至富咸。

## 外部連結
- 足球数据库：艾朗·曉士的球员统计数据